# São Valério
São Valério da Natividade até 2007, doravante São Valério é um município brasileiro do estado do Tocantins. Localiza-se a uma latitude 11º58'30" sul e a uma longitude 48º14'01" oeste, estando a uma altitude de 360 metros. Sua população estimada em 2004 era de 5 679 habitantes.
Possui uma área de 2547,31 km².

## Apinajé
Uma das peculiaridades do Município de São Valério encontra-se no distrito de Apinagé, localizado a 60 quilômetros da sede. Esta localidade, as margens do rio Manoel Alves,e um atrativo de turistas que procuram beleza e conforto. A praia Por do Sol fica em uma ilha de travessia por uma passarela e por barcos, um lugar encantador e preservado por todos os moradores. mais baixo no rio temos mais uma ilha e uma cachoeira, um lugar de belezas excêntricas e paisagens encantadoras. Todas as casas possuem energia elétrica e água encanada. O povoado possui cerca de 500 moradores.
Desde o ano de 2003, essa vida pacata, vem sendo alterada pela presença de paranaenses que estão chegando para plantar soja. Está sendo iniciada a derrubada sistemática do cerrado.
Uma outra curiosidade é que a ligação entre Apinajé e o município de Santa Rosa do Tocantins é feita através de uma balsa movida a tração humana, existe um balseiro que conduz a balsa de um lado para outro da margem do rio, utilizando apenas a força braçal. O rio em questão possui cerca de 400 metros de largura. Após alguns anos, a balsa foi substituída por uma ótima balsa.